# 潞安化工集团
潞安化工集团有限公司（简称潞安集团），曾用名潞安矿业（集团）责任有限公司、潞安矿务局，总部位于中国山西省长治市襄垣县侯堡镇潞安大街88号。

## 历史
1957年在襄垣县侯堡镇筹建潞安矿务局。1959年1月正式组建，年产能85万吨，全员效率0.8吨/工·日。所辖石圪节煤矿于1926年建矿，1930年建成投产，1963年被周恩来总理亲自树为全国工交战线勤俭办企业五面红旗之一。
1978年产量364万吨。1980年，引进波兰柯玛格节式综合机械化采煤机组，在王庄矿综采工作面投入使用，月单产比普采提高3.5倍。1984年产量605万吨，上缴利税5688万元。随后两年产量684万吨、802万吨。1987年核定年生产能力480万吨，实际产量880万吨，有石圪节、王庄、漳村、五阳4对生产矿井，职工23,000人，1987年1月10日被煤炭工业部命名为全国首个现代化矿区，命名王庄煤矿、石圪节煤矿、漳村煤矿为全国第一批煤炭工业现代化矿井。又建成常村矿。1989年自主创新了厚煤层“开天窗放顶煤一次采全高”的“潞安采煤法”
1999年生产能力1500万吨。矿务局成立40年累计生产煤炭2.04亿吨，上缴利税41.8亿元，总资产42亿元，净资产11亿元。
2000年8月8日改制成「潞安矿业（集团）责任有限公司」。2001年把旗下礦業資產注入潞安环能，並在上海證券交易所上市。2010年煤炭产量7098万吨，营业收入850亿元，资产超千亿元。形成潞安本部、武夏、忻州、临汾、晋中、潞安新疆6大矿区，煤炭总储量435.6亿吨，亿吨级生产能力。
潞安矿务局王庄矿综采一队由炮采到普采、高档普采、综采、大功率重装备综采，工作面年产量创253万的全国年产量纪录。
2020年11月26日正式挂牌改制为潞安化工集团。
2021年6月28日，山西省国资运营公司召开涉煤企业专业化重组签约会议，晋能控股、山西焦煤、潞安化工、华阳新材四户企业签订有关协议，标志着省属国企战略重组全面落地突破了关键瓶颈。
集团主要業務包括煤業、煤电、煤油、焦化、电化、太陽能產業等。
旗下企業包括：潞安环能、阳煤化工2个上市公司。

## 集团领导
現任董事长王志清，總經理马军祥。